# Myrmarachne exultans
Myrmarachne exultans este o specie de păianjeni din genul Myrmarachne, familia Salticidae, descrisă de Caporiacco, 1949. Conform Catalogue of Life specia Myrmarachne exultans nu are subspecii cunoscute.